# Naturdenkmal 154 – Esche Obermarsberg

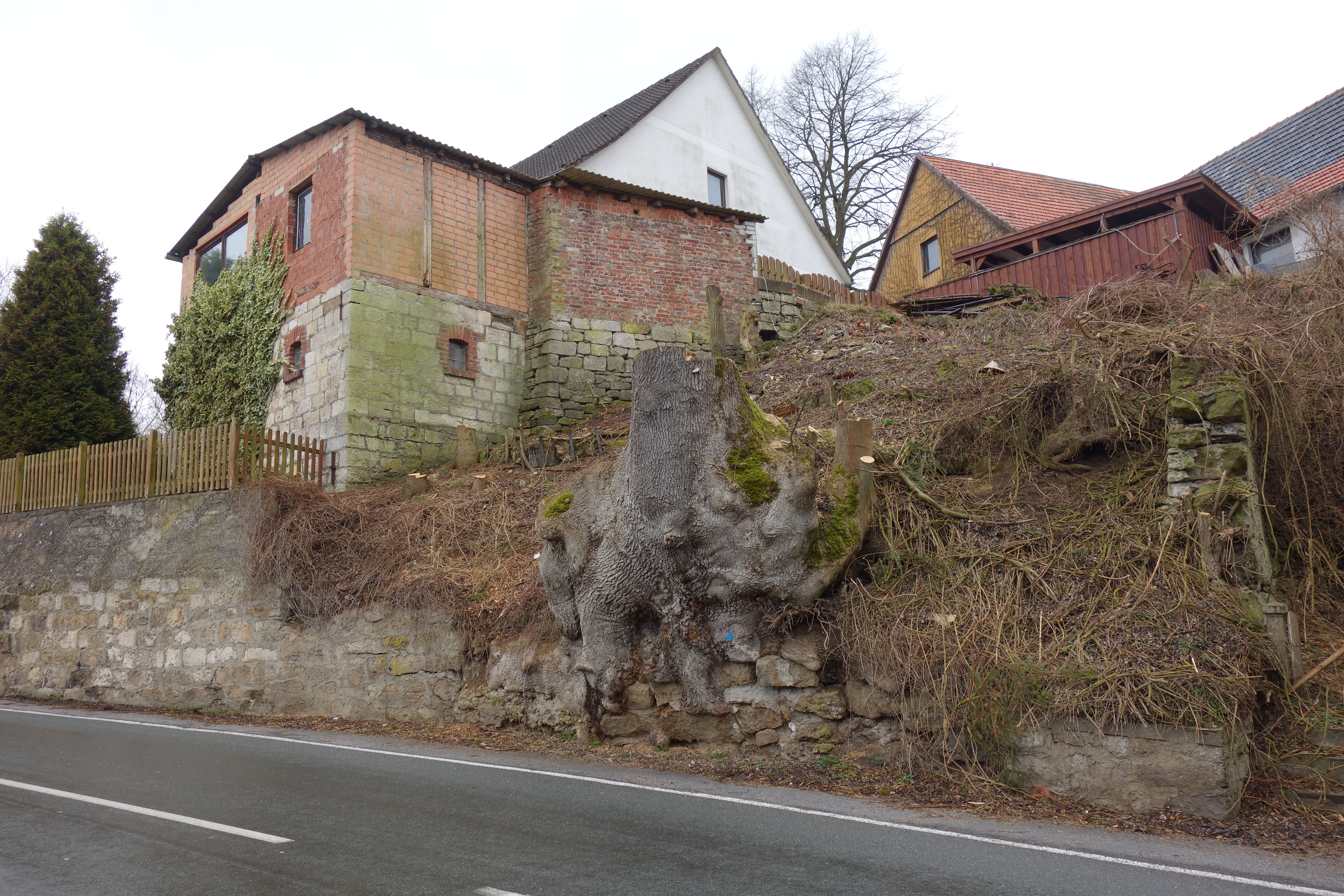
Baumstumpf vom Naturdenkmal 154 Esche nach Fällung

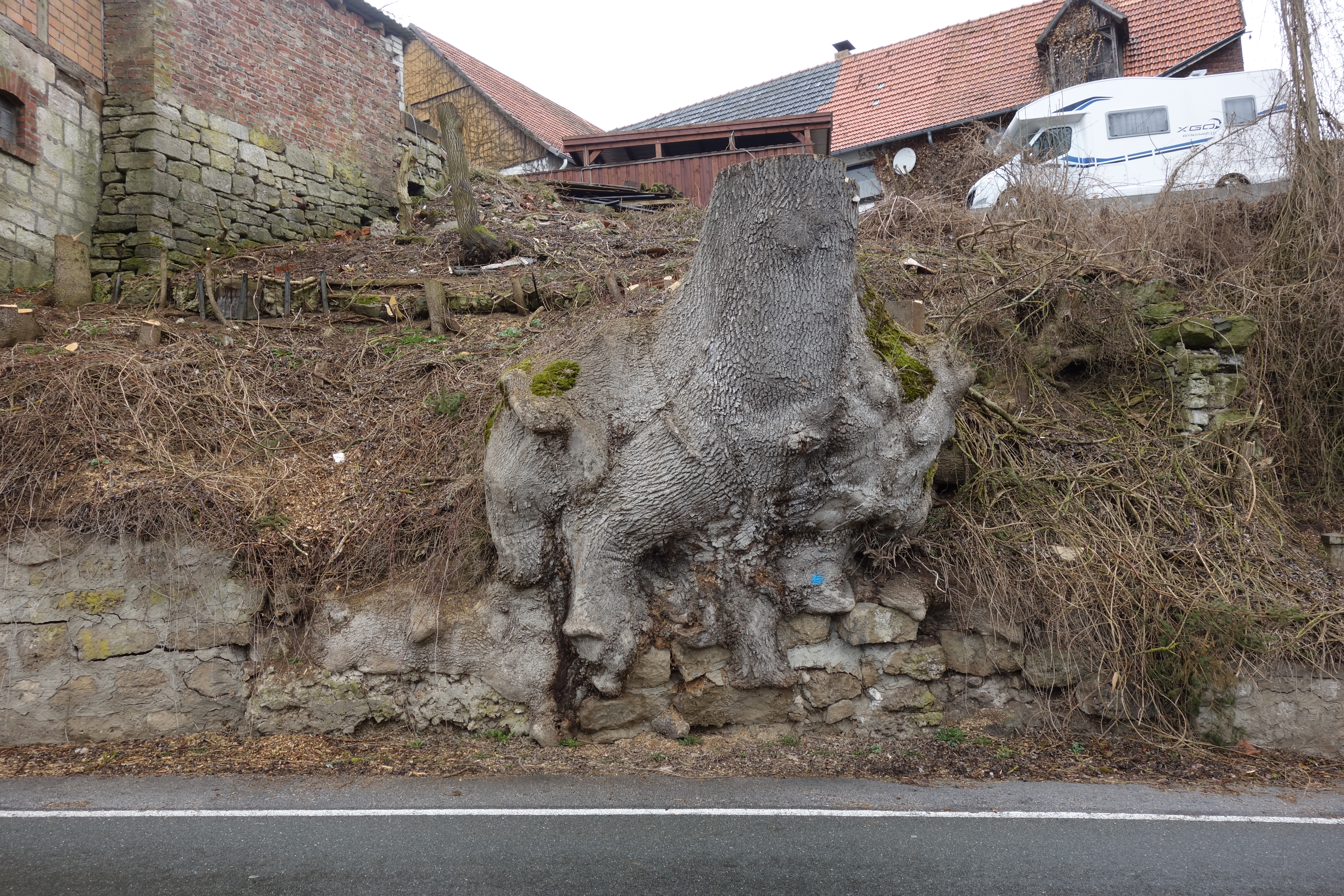
Baumstumpf

Das Naturdenkmal 154 – Esche Obermarsberg war ein Naturdenkmal in Marsberg-Obermarsberg Auf der Mauer 1. Die Esche wurde 2006 per Verordnung durch den Hochsauerlandkreis als Naturdenkmal ausgewiesen.
Die Esche wurde auf ein Alter von rund 500 Jahren geschätzt und war etwa 20 Meter hoch. Der Baum stand zwischen dem Jüdischen Friedhof und dem ehemaligen Südtor der Stadtmauer. Die dicken Wurzeln waren im Laufe der Jahrhunderte in die historische Stadtmauer eingewachsen. Die Esche wurde im März 2017 gefällt, da der Baum vom Eschentriebsterben, welches vom Falschen Weißen Stängelbecherchen ausgelöst wird, betroffen war.